# Abd-ar-Rahman ibn Rústam
Abd-ar-Rahman ibn Rústum o Rústam —àrab: عبد الرحمن بن رستم, ʿAbd ar-Raḥmān b. Rustum (o Rustam)— fou el fundador de l'imamat ibadita a Tahart i la dinastia rustàmida.
Abd-ar-Rahman ibn Rústum era segurament un noble d'origen persa simpatitzant de les doctrines ibadites. El 752 era a Bàssora, la capital ibadita. Fou un dels cinc missioners enviats pel cap espiritual ibadita de Bàssora Abu-Ubayda at-Tamim amb l'orde de fundar un imamat al Magreb,. El cap ibadita Abu-l-Khattab al-Maafirí fou elegit imam pels ibadites i al començament del 758 es va apoderar de Trípoli de Líbia. Fou reconegut pels nafusa, els hawwara i altres tribus, amb el suport de les quals es va apoderar de tota la Tripolitana amb Trípoli com a capital. El juny/juliol del 758 les seves forces van ocupar Kairuan, a l'Ifríqiya, que en aquell moment estava en mans de la tribu amaziga dels warfajjuma, que eren kharigites sufrites; el govern de la ciutat fou confiat a Abd-ar-Rahman ibn Rústum.
Els kharigites sufrites havien format estats a Sigilmasa, Tlemcen i Salé, i tot el Magreb havia escapat de les mans del nou califat abbàssida. El 761 Muhàmmad ibn al-Àixaath al-Khuzaí, governador abbàssida d'Egipte, va vèncer en la batalla de Tawurgha, prop de la costa, a pocs dies de marxa a l'est de Trípoli (mai/juny), i l'imam Abu-l-Khattab va morir junt amb uns dotze mil homes. L'agost del 761 Ibn al-Àixath va recuperar Kairuan i Ibn Rústum va fugir cap al Magreb central, arribant a la regió de Tahart on hi habitaven diverses tribus amazigues ibadites i va iniciar una nova lluita. El 768 va assetjar sense èxit Tubna, capital del Zab. Kairuan estava sòlidament en mans abbàssides i Ibn Rústum va renunciar a la seva conquesta i va optar per fundar un regne propi a Tahart. El 763 Va fundar una nova ciutat de Tahart o Tihart (en endavant distingida com la Nova, mentre l'anterior era anomenada Tahart la Vella) a uns 9 km a l'oest de la moderna Tihert o Tiaret. Seria el 778 o 779 quan va rebre la investidura com imam.
Abd-ar-Rahman va seguir una política de pau amb els veïns (els governadors abbàssides d'Ifríqiya, els idríssides del Marroc (de Fes) i els midrarites de Sigilmasa). Va consolidar el seu estat amb el suport econòmic dels ibadites d'Orient i va impulsar el comerç al Sàhara. Degué morir el 788, després d'haver designat un consell per tal d'escollir el nou imam. Fou escollit el seu fill Abd-al-Wahhab ibn Abd-ar-Rahman, però una facció es va mostrar contrària i va sorgir la secta dels nukkarites.